# چایناتاون (بوستون)
چایناتاون (به انگلیسی: Chinatown) یک منطقهٔ مسکونی در ایالات متحده آمریکا است که در بوستون واقع شده‌است.